# Risoluzioni di Augusta
Le risoluzioni di Augusta furono delle risoluzioni adottate il 22 febbraio 1775 da sei rappresentanti della contea di Augusta, nella colonia della Virginia, nelle prime fasi della Rivoluzione Americana. Le risoluzioni esprimevano sostegno alla resistenza del Congresso ai Coercive Acts, emanati nel 1774 dal Parlamento britannico, e l'impegno a rischiare lives and fortune (la vita e la fortuna) per preservare i diritti naturali.

## Antefatti
Dopo che il Parlamento approvò i Coercive Acts, noti anche come Leggi intollerabili, per punire il Massachusetts per il Boston Tea Party, la House of Burgesses della Virginia proclamò il 1º giugno 1774 giorno di fasting, humiliation, and prayer (digiuno, umiliazione e preghiera) in segno di solidarietà con Boston. In risposta, Lord Dunmore, il governatore reale della Virginia, sciolse la House of Burgesses. I delegati si riconvocarono alla Raleigh Tavern il 27 maggio e chiesero alle contee della Virginia di eleggere delegati a una speciale convention da tenersi ad agosto. Thomas Lewis e Samuel McDowell furono eletti come rappresentanti della contea di Augusta alla convention.
Il 22 febbraio 1775, i sei autori delle risoluzioni di Augusta si incontrarono a Staunton, in Virginia, dove redassero una dichiarazione che affermava il loro impegno
Le risoluzioni furono approvate in un incontro di proprietari terrieri della contea di Augusta e pubblicate sulla Virginia Gazette di Pinkney il 16 marzo 1775.

## Contenuto
Le risoluzioni esprimevano rispetto per la Gran Bretagna e il desiderio di ripristinare le relazioni tra la madrepatria e le colonie, e formulavano le seguenti affermazioni e raccomandazioni alla Convenzione della Virginia:
- Un impegno a rischiare "la vita e la fortuna" per mantenere i diritti naturali.
- Un'intenzione di allearsi con le colonie in generale, se necessario, per garantire questi diritti.
- Una proposta di istituire la produzione interna di sale, acciaio, cardatrici per lana, carta e polvere da sparo per le milizie coloniali.
- Una raccomandazione agli ufficiali della milizia di tutte le contee di rendersi "padroni degli esercizi militari".

## Conseguenze
Almeno cinquantanove delle sessantaquattro giurisdizioni della Virginia approvarono risoluzioni simili tra il giugno 1774 e l'inverno del 1775. Si verificarono due "ondate" di risoluzioni, la prima da giugno ad agosto 1774 e la seconda da dicembre 1774 a marzo 1775. Gli Augusta Resolves facevano parte della "seconda ondata", con un ritardo dovuto al coinvolgimento della contea nella Guerra di Lord Dunmore da maggio a ottobre 1774.
Lo storico Jim Glanville afferma che le risoluzioni delle quattro contee occidentali della Virginia (Augusta, Botetourt, Fincastle e Pittsylvania) sono meglio viste nel loro complesso e sono "di gran lunga le dichiarazioni più significative a sostegno della libertà americana" di quelle della seconda ondata, e precursori della Dichiarazione di Indipendenza emanata dal Secondo Congresso Continentale il 4 luglio 1776.
Si dice che George Washington abbia risposto allo spirito rivoluzionario di queste contee: